# Free Derry Corner
Free Derry Corner trg je u četvrti Bogside u Derryju, u Sjevernoj Irskoj koji se nalazi na križanju ulica Lecky Road, Rossville Street i Fahan Street. Na jednom muralu iz 1969. lokalni aktivist John "Caker" Casey napisao je:: "Ulaziš u slobodni Derry". 
Lokalno stanovništvo naziva trg Free Derry Corner, dok mediji nazivaju ovaj trg samo "the area" (hr. područje, oblast). Trg se nalazi u predgrađima Bogsidea a zajedno s okolnim ulicama bio je poprište Krvave nedjelje) i bitke za Bogside. Zbog lokacije trga tu su napravljene linije obrane kada su izbile ulične borbe. Poslije pobjede u bitki za Bogside lokalno stanovništvo četvrti slavilo je na Free Derry Corneru 30. i 31. kolovoza 1969., zajedno s velikim brojem poznatih Iraca. 
Danas je trg veći nego što je bio 1960-ih i 1970-ih, jer je veliki broj kuća britanska vojska srušila ili zapalila tijekom Sjevernoirskog sukoba.
Kuća na kojoj je Casey naslikao svoju dobrodošlicu također je srušena ali je zid sa slikom sačuvan, zajedno s još jednom njegovom slikom na drugoj strani zida. Na Free Derry Corneru nalazi se spomen Štrajku glađu 1981. kao i još nekoliko murala. 
Osim toga tu je i spomen-ploča onima koju su poginuli kao članovi Privremene IRA-e u Derry brigadi. 